# كورجون مبيض
كورجون مبيض (الاسم العلمي:Coregonus candidus) هو نوع من الأسماك يتبع جنس الكورجون من فصيلة سمك السلمون.